# Elecciones al Senado de Argentina de 1922
Las Elecciones al Senado de la Nación Argentina de 1922 fueron realizadas a lo largo del mencionado año por las Legislaturas de las respectivas provincias para renovar 10 de las 30 bancas del Senado de la Nación. En la Capital Federal el senador fue electo mediante el sistema indirecto de votación, donde se eligieron a 44 electores que luego se reunirián en el Colegio Electoral y proclamarían al senador electo.
Dado el golpe de Estado del 6 de septiembre de 1930, ninguno de los electos en esta elección finalizó su mandato. Las notas aclaratorias se emplean solo para los senadores que vieron interrumpido su mandato antes del golpe.

## Cargos a elegir
| Provincia           | Senado    | Senado    |
| Provincia           | Senadores | A renovar |
| ------------------- | --------- | --------- |
| Buenos Aires        | 2         | 1         |
| Capital Federal     | 2         | 1         |
| Catamarca           | 2         | —         |
| Córdoba             | 2         | —         |
| Corrientes          | 2         | 1         |
| Entre Ríos          | 2         | —         |
| Jujuy               | 2         | 2         |
| La Rioja            | 2         | —         |
| Mendoza             | 2         | 1         |
| Salta               | 2         | —         |
| San Juan            | 2         | 1         |
| San Luis            | 2         | —         |
| Santa Fe            | 2         | 1         |
| Santiago del Estero | 2         | 1         |
| Tucumán             | 2         | 1         |
| Total               | 30        | 10        |

## Resultados
| Partido         | Partido                               | Bancas |
| --------------- | ------------------------------------- | ------ |
|                 | Unión Cívica Radical                  | 4/10   |
|                 | Unión Cívica Radical Antipersonalista | 2/10   |
|                 | Unión Cívica Radical Bloquista        | 1/10   |
|                 | Partido Autonomista de Corrientes     | 1/10   |
|                 | Partido Republicano                   | 1/10   |
| Bancas vacantes | Bancas vacantes                       | 1/10   |

## Resultados por provincia
| Provincia           | Senador electo                    | Partido                          | Partido                               |
| ------------------- | --------------------------------- | -------------------------------- | ------------------------------------- |
| Buenos Aires        | Delfor del Valle                  |                                  | Unión Cívica Radical                  |
| Capital Federal     | Tomás Le Breton                   |                                  | Unión Cívica Radical                  |
| Corrientes          | Juan Ramón Vidal                  |                                  | Partido Autonomista de Corrientes     |
| Jujuy               | Teófilo Sánchez de Bustamante (h) |                                  | Unión Cívica Radical                  |
| Jujuy               | Carlos Zabala                     |                                  | Partido Republicano                   |
| Mendoza             | Vacante hasta el fin del período  | Vacante hasta el fin del período | Vacante hasta el fin del período      |
| San Juan            | Aldo Cantoni                      |                                  | Unión Cívica Radical Bloquista        |
| Santa Fe            | Juan M. Bullo                     |                                  | Unión Cívica Radical                  |
| Santiago del Estero | Ramón Gómez                       |                                  | Unión Cívica Radical Antipersonalista |
| Tucumán             | Ramón Paz Posse                   |                                  | Unión Cívica Radical Antipersonalista |

1. ↑  Renunció el 12 de octubre de 1922 para ser Ministro de Agricultura, lo reemplaza Mario Bravo (PS) el 20 de marzo de 1923.
2. ↑  Desde el 30 de mayo de 1924. Falleció el 7 de agosto de 1930, no fue reemplazado.
3. ↑  Desde el 30 de mayo de 1924. Falleció el 2 de agosto de 1926, lo reemplaza Rudecindo S. Campos (Popular) el 5 de septiembre de 1927.
4. ↑  Desde el 14 de septiembre de 1923. Renunció el 6 de diciembre de 1926 para ser gobernador de San Juan, se rechaza su reemplazante Federico Cantoni.
5. ↑  Falleció el 15 de diciembre de 1922, lo reemplaza Armando Antille (UCR) el 14 de agosto de 1924.
6. ↑  Desde el 15 de marzo de 1923.
7. ↑  Desde el 2 de febrero de 1923.

### Capital Federal

#### Elección general
Elección el 2 de abril de 1922.
|  | 40,28 % |

|  | 37,43 % |

|  | 11,53 % |

|  | 5,54 % |

|  | 5,22 % |

|  | 91,92 % |

|  | 8,08 % |

|  | 100 % |

|  | 73,56 % |

#### Elección parcial de 1923
Elección especial para completar para completar el mandato de Tomás Le Breton (1922-1931). Se realiza el 4 de febrero de 1923, con elecciones complementarias el 18 de febrero de 1923.
|  | 49,58 % |

|  | 45,24 % |

|  | 3,95 % |

|  | 1,24 % |

|  | 95,38 % |

|  | 4,62 % |

|  | 100 % |

|  | 61,49 % |

#### Elección parcial de 1924
Elección especial para completar para completar el mandato de Vicente Gallo (1919-1928). Se realiza el 23 de marzo de 1924. Juan B. Justo falleció el 8 de enero de 1928 y no fue reemplazado.
|  | 48,83 % |

|  | 42,81 % |

|  | 5,29 % |

|  | 1,69 % |

|  | 0,84 % |

|  | 0,54 % |

|  | 89,43 % |

|  | 10,57 % |

|  | 100 % |

|  | 65,35 % |